# Henry Worth Thornton
Pour les articles homonymes, voir Thornton.
Henry Worth Thornton (1871-1933), est un dirigeant d'entreprise actif dans le monde des chemins de fer, qui fut notamment à la tête du Canadien National (CN).

## Biographie

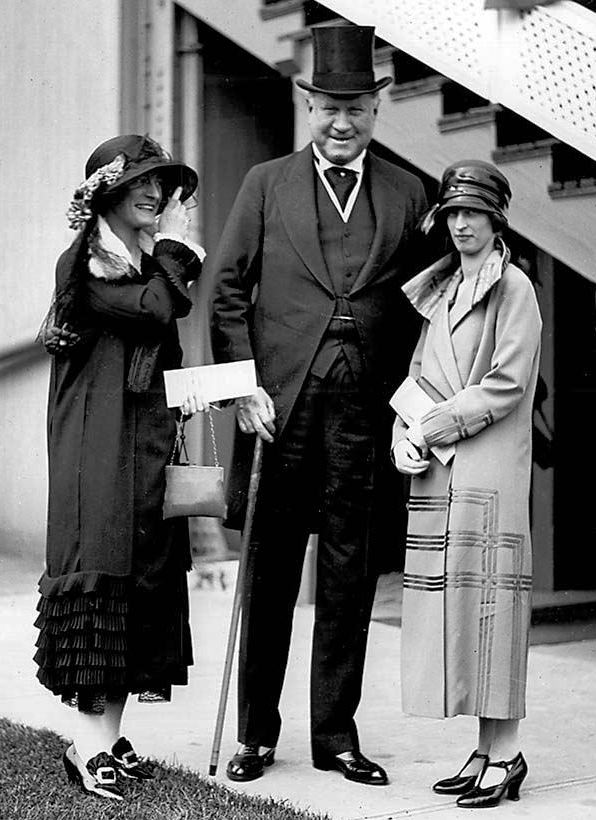
Henry Thornton et Lady Thornton vers 1926 par William James.

Henry Worth Thornton est né le 6 novembre 1871 dans la ville de Logansport aux États-Unis. Ses parents sont monsieur et madame Henri C. Thornton.
Il étudia en génil civil et gradua de l'Université de Pennsylvanie en 1894 puis entra au service du Pennsylvania Railroad. Il devint Surintendant général du Long Island Rail Road, en banlieue de New York, de 1911 à 1914 et ensuite Directeur général du Great Eastern Railway, en Angleterre, de 1914 à 1922. Cependant, son plus important poste fut d'être le second président de la nouvelle Société de la Couronne canadienne, le Canadien National (CN), de 1922 à 1932. 
Sous sa tutelle, la compagnie devint l'une des plus importantes au monde et il initia de nombreuses innovations dont la création du premier réseau national de radiodiffusion pour l'usage de ses passagers. Ce réseau sera l'ancêtre de la Société Radio-Canada. Les nominations à des postes comme le CN étant plutôt politique à l'époque, lorsque les Conservateurs arrivèrent au pouvoir en 1930 en remplacement de Libéraux, les pressions pour son remplacement furent grandes. C'est pourquoi il ne continua pas plus de dix ans malgré ses succès.
En 2002, il fut intronisé au Temple de la renommée des chemins de fer canadiens.
Henry Worth Thornton décède d'une pneumonie le 14 mars 1933 dans un hôpital de New York, où il a été admis la semaine précédente.

## Distinctions
- Chevalier commandeur de l'Ordre de l'Empire britannique (KBE) en 1919
- Officier de l'Ordre de Léopold